# Франкёр, Луи Жозеф
Луи Жозеф Франкёр (фр. Louis-Joseph Francoeur; 8 октября 1738, Париж — 10 марта 1804) — французский скрипач и композитор. Племянник Франсуа Франкёра, отец математика Луи Бенжамена Франкёра.
Отец и наставник Луи Жозефа, скрипач Луи Франкёр (1692—1745), умер, когда сыну было 7 лет, и в изданном по этому поводу королевском указе мальчику гарантировалось место в придворном оркестре «24 королевских скрипок». В дальнейшем он играл также в оркестре Парижской оперы, в 1767—1779 гг. занимал пост её концертмейстера, а после этого — различные административные должности вплоть до поста содиректора (с 1792 г., совместно с Жаком Селерье), с которого был в 1796 г. отправлен в отставку музыкантами, желавшими этим продемонстрировать свою лояльность новому революционному режиму.
Опубликовал пособие для оркестрантов «Общий диапазон всех духовых инструментов» (фр. Diapason général de tous les instrumens à vent; 1772) — один из ранних сводных источников по конструктивным ограничениям духовых инструментов, содержащий и рекомендации для композиторов. Франкёру принадлежит также ряд опер, из которых наиболее известная, «Линдор и Исмена» (фр. Lindor et Ismène; 1766), написана в соавторстве с Жаном Филиппом Рамо и Пьером Монтаном Бертоном.